# Ricardo Flores Magón, Escuintla
Ricardo Flores Magón är en ort i Mexiko.   Den ligger i kommunen Escuintla och delstaten Chiapas, i den sydöstra delen av landet, 800 km sydost om huvudstaden Mexico City. Ricardo Flores Magón ligger 30 meter över havet och antalet invånare är 192.
Terrängen runt Ricardo Flores Magón är platt åt sydväst, men åt nordost är den kuperad. Runt Ricardo Flores Magón är det ganska tätbefolkat, med 80 invånare per kvadratkilometer. Närmaste större samhälle är Villa Comaltitlán, 6,9 km öster om Ricardo Flores Magón. Omgivningarna runt Ricardo Flores Magón är en mosaik av jordbruksmark och naturlig växtlighet.